# Sunyer
Sunyer è un comune spagnolo di 297 abitanti situato nella comunità autonoma della Catalogna.